# Cryptocarya hainanensis
Cryptocarya hainanensis Merr. – gatunek rośliny z rodziny wawrzynowatych (Lauraceae Juss.). Występuje naturalnie w południowych Chinach – na wyspie Hajnan, w południowym Junnanie oraz w południowej części Kuangsi. 

## Morfologia
PokrójZimozielone drzewo dorastające do 20 m wysokości. Gałęzie są nagie.
LiścieNaprzemianległe. Mają kształt od lancetowatego do podłużnie lancetowatego. Mierzą 9–13 cm długości oraz 2,5–4,5 cm szerokości. Są nagie, od spodu mają szarawą barwę. Nasada liścia jest ostrokatna. Blaszka liściowa jest o spiczastym wierzchołku. Ogonek liściowy jest nagi i dorasta do 5–8 mm długości.
KwiatySą zebrane w wiechy o owłosionych i brązowożółtawych osiach, rozwijają się w kątach pędów lub na ich szczytach. Kwiatostan osiąga 3–8 cm długości, natomiast pojedyncze kwiaty mierzą 2,5 mm średnicy. Listki okwiatu są owłosione i mają żółtawą barwę. Mają 9 pręcików i 3 prątniczki o strzałkowatym kształcie. Podsadki są omszone, mają równowąski kształt i dorastają do 1 mm długości.
OwoceMają jajowaty kształt, osiągają 3 cm długości i 2 cm szerokości, mają czarną barwę.

## Biologia i ekologia
Rośnie w wiecznie zielonych lasach. Występuje na wysokości do 700 m n.p.m. Kwitnie w kwietniu, natomiast owoce dojrzewają od sierpnia do stycznia.